# Богданівка (Бердянський район)
Богдані́вка — село в Україні, у Чернігівській селищній громаді Бердянського району Запорізької області. Населення становить 629 осіб (1 січня 2015). До 2016 орган місцевого самоврядування — Богданівська сільська рада.

## Географія
Село Богданівка знаходиться за 2,5 км від лівого берега річки Курушан, на відстані 3 км від сіл Мокрий Став та Довге. Через село проходить балка, у якій бере початок річка Апанли.

## Історія
У 1835 році село засноване німцями-менонітами під назвою Кантів Нумер, потім перейменоване в село Гнаденфельд. Переселилося 40 сімей з Прусії, для чого було видано спеціальний наказ царя Миколи II. Село розвивалося швидко й у 1865 році в селі в 89 будинках проживав 691 житель, працювало сільське училище, та менонітський молитовний будинок. Уздовж східного краю була насаджена плантація дерев у кількості 95053 станом на 1851 рік. У 1871 році Гнаденфельд стає волосним центром; у волості було 27 сіл з 8270 жителями. У 1871 році в селі проживало 580 жителів, було 34 повних господарства, 12 половинних та 38 малих. На початку 20 ст. в селі функціонували центральне училище з інтернатом, 3 школи, лікарня, 9 торгових підприємств з загальним оборотом 60 тис. крб на рік, працювали вітрові млини, лісосклад. З 1914 року село називається Богданівка. У період Першої світової війни в селі поселилися біженці з західних губерній, а також було багато полонених австрійських вояків, переважно українців за національністю, які працювали на полях менонітів. 
7 (20) листопада 1917 року, відповідно до Третього Універсалу Української Центральної Ради, увійшло до складу Української Народної Республіки.
У період громадянської війни бл. 40 жителів села загинула, частина емігрувала.
Після встановлення радянської влади, землеволодіння менонітів було обмежено, на частині земель було засновано українські села Мокрий Став, Замостя та ін. У 1930 році в селі заснували колгосп ім. Карла Маркса, а в 1934 році Богданівська МТС, яка обслуговує навколишні колгоспи. У 1930 році 20 господарств було розкуркулено і вислано з будинків, а 8 сімей рятуючись від репресій втекли на Кавказ. У селі працює семирічна школа, спочатку з німецькою, а потім з українською мовою навчання. У 1932 році створюють дитячий будинок для дітей-сиріт. З 1937 року працює середня школа з німецькою мовою навчання. Будується клуб, дитсадок, громадські споруди. У період сталінських репресій в селі репресовано 65 осіб, практично всіх їх знищено. З початком гітлерівсько-сталінської війни 1941 року 159 осіб дорослого німецького населення репресовано, майже всіх їх знищено в таборах. На фронтах війни воювало 52 жителі села, 12 з них загинуло. Під час відступу гітлерівці спалили майже всі будинки села, а всіх жителів німецької національності забрали з собою. 673 жителі села вирушило з гітлерівською армією, 24 з них загинуло в дорозі, 284 з них після перемоги Сталіна репатрійовано й відправлено в Сибір.
Після війни село відбудовувалося й заселялося жителями навколишніх сіл та інших областей Української РСР. У 1957 році на базі місцевого та навколишніх колгоспів утворено радгосп Чернігівський, за яким закріплено 12586 га землі. Господарство спеціалізувалося на м'ясо-молочному тваринництві, також розвивали рибальство. За післявоєнні роки збудовано практично всі житлові будинки, школу, дитсадок, клуб, магазин, тваринницькі комплекси, механізований тік, гараж складські приміщення. У 2001 році в селі у 270 будинках проживає 678 мешканців, функціонує загальноосвітня школа I—III ступенів, дитсадок, клуб, бібліотека, кілька торгових точок. Працює агрофірма «Солекс», приблизно 14 фермерських і приблизно 20 селянських господарств. У селі діє община християн-баптистів.
12 червня 2020 року, відповідно до Розпорядження Кабінету Міністрів України від № 713-р «Про визначення адміністративних центрів та затвердження територій територіальних громад Запорізької області», увійшло до складу Чернігівської селищної громади.
17 липня 2020 року після ліквідації Чернігівського району село увійшло до Бердянського району.
Село тимчасово окуповане російськими військами 24 лютого 2022 року.

## Населення

### Мова
| українська мова | російська | вірменська | болгарська |
| --------------- | --------- | ---------- | ---------- |
| 85,99 %         | 11,65 %   | 1,33 %     | 0,59 %     |

## Економіка
- «Солекс», агрофірма, ТОВ.

## Об'єкти соціальної сфери
- Школа.
- Будинок культури.
- Фельдшерсько-акушерський пункт.